# César Jalón Aragón
César Jalón Aragón (Nalda, Rioja 1889 - Madrid, 6 de desembre de 1985) va ser un periodista, crític taurí i polític espanyol.

## Biografia
En 1933 fou secretari de l'Associació de la Premsa de Madrid. Fou membre del Partit Republicà Radical i va ocupar la cartera de ministre de Comunicacions als governs que, durant la II República, va presidir Alejandro Lerroux del 4 d'octubre de 1934 al 6 de maig de 1935.
Aquest pas per la política no pot considerar-se més que anecdòtic en la llarga vida de César Jalón, ja que on realment va destacar i pel que és recordat és per la seva faceta de crític taurí. Va signar les seves cròniques sota el pseudònim de "Clarito" en els periòdics Liberal i Informaciones sent un dels referents principals de la tauromàquia durant els anys cinquanta del segle xx.
A més de les seves cròniques és autor de nombroses obres literàries entre les quals destaquen Grandezas y Miserias del Toreo (1933) i Memorias de Clarito (1972).